# Nighthunter
Nighthunter (Originaltitel: Avenging Force, Alternativschreibweise: Night Hunter) ist ein US-amerikanischer Spielfilm aus dem Jahre 1986 mit Michael Dudikoff in der Hauptrolle. Produktionsfirma war Cannon Films.

## Handlung
Matt Hunter war einer der besten Männer des Geheimdienstes, bis eine Bombe, die für ihn bestimmt war, seine Eltern tötete. Daraufhin quittierte er den Dienst und zog sich auf die Ranch seines Großvaters Jimmy zurück, um sich um seine jüngere Schwester Sarah kümmern zu können. Larry Richards, ein erfolgreicher schwarzer Politiker aus New Orleans, der sich um den Sitz im Senat bewirbt, ist der beste Freund von Matt Hunter. Aufgrund seiner Hautfarbe und politischen Ambitionen ist Richards ins Visier von Pentangle geraten, einer elitären, rassistischen Bruderschaft aus Politik und Wirtschaft, welche ihn aus dem Weg räumen will.
Als auf Richards während des Mardi Gras ein Anschlag verübt wird, dem sein Sohn zum Opfer fällt, lässt Hunter, welcher ihn zufällig zur selben Zeit besuchte, ihn auf die Farm seines Großvaters bringen. Doch die Pentangle lauert bereits auch hier. Mitglieder der Vereinigung töten Richards mitsamt der gesamten Familie und entführen Matts Schwester. Hunter muss nun, um seine Schwester zu retten, sich einen Kampf auf Leben und Tod in den Sümpfen Louisianas mit den Anführern von Pentangle stellen. Nach und nach schafft es Hunter schließlich, die vier Anführer von Pentangle zu besiegen und seine Schwester zu retten.

## Trivia
- Im Film Invasion U.S.A. aus dem Jahr 1985 mit Chuck Norris heißt die Hauptfigur ebenfalls Matt Hunter. Das liegt daran, dass der Film eigentlich als Fortsetzung für Invasion U.S.A., erneut mit Chuck Norris in der Hauptrolle, geplant war. Als dieser ablehnte, wurde die Rolle mit Michael Dudikoff besetzt.[1]
- An einer Stelle weicht die deutsche Synchronisation vom amerikanischen Originalton ab. Glastenbury sagt in der deutschen Synchronisation „Wir haben recht“ anstelle von „Hitler hatte recht“.
- In Israel wurde der Film unter dem Titel American Ninja 2 veröffentlicht, was dazu führte, dass der eigentliche zweite Teil der Reihe als American Ninja 3 betitelt wurde. Somit existieren in Israel sechs American Ninja-Filme anstelle von fünf. Auch in Frankreich und Belgien wurde der Film als zweiter Teil der American Ninja-Reihe veröffentlicht.
- 2012 wurde der Film vom Index gestrichen. Eine Neuprüfung der FSK ergab eine Freigabe ab 16 Jahren für die ungeschnittene Fassung.

## Kritiken
„Ein zynischer Actionfilm, der durch die Einbeziehung von Bildern aus der Tiefenpsychologie auf Wirkung beim Zuschauer zielt, um so Vorurteile und Gewalttätigkeiten zu rechtfertigen.“